# Alphonse Poaty-Souchlaty
Alphonse Poaty-Souchlaty (* 25. März 1941 in Kouilou, Französisch-Äquatorialafrika, heute: Republik Kongo; † 24. Oktober 2024 in Paris) war ein kongolesischer Schriftsteller und Politiker der Parti Congolais du Travail (PCT), der unter anderem zwischen 1989 und 1990 Premierminister der Republik Kongo war.

## Leben
Poaty-Souchlaty war Mitglied der 1969 gegründeten Parti Congolais du Travail (PCT) und fungierte zwischen 1975 und 1977 in der Regierung von Premierminister Louis Sylvain Goma als Finanzminister. Während der Amtszeit von Premierminister Ange Édouard Poungui bekleidete er vom 7. August 1984 bis zum 7. August 1989 das Amt als Minister für kleine und mittelständische Unternehmen. Zusätzlich war er zwischen 1986 und 1989 Handelsminister.
Am 7. August 1989 löste Poaty-Souchlaty schließlich Poungui als Premierminister der Republik Kongo ab und bekleidete dieses Amt bis zum 3. Dezember 1990, woraufhin Pierre Moussa das Amt des Premierministers kommissarisch übernahm.

## Veröffentlichungen
Nach seiner politischen Laufbahn wurde Poaty-Souchlaty auch schriftstellerisch tätig und verfasste unter anderem mehrere Romane. Zu s einen Veröffentlichungen gehören:
- Le Mayombe des profondeurs, Roman, 2000
- L’amour de l’Ange, Roman, 2001
- Le testament de l’oncle Tibou, Roman, 2001
- Les clés du paradis, Roman, 2001
- L’anti-Machiavel: essai sur une alternance politique sans violence, 2003